# メンマ

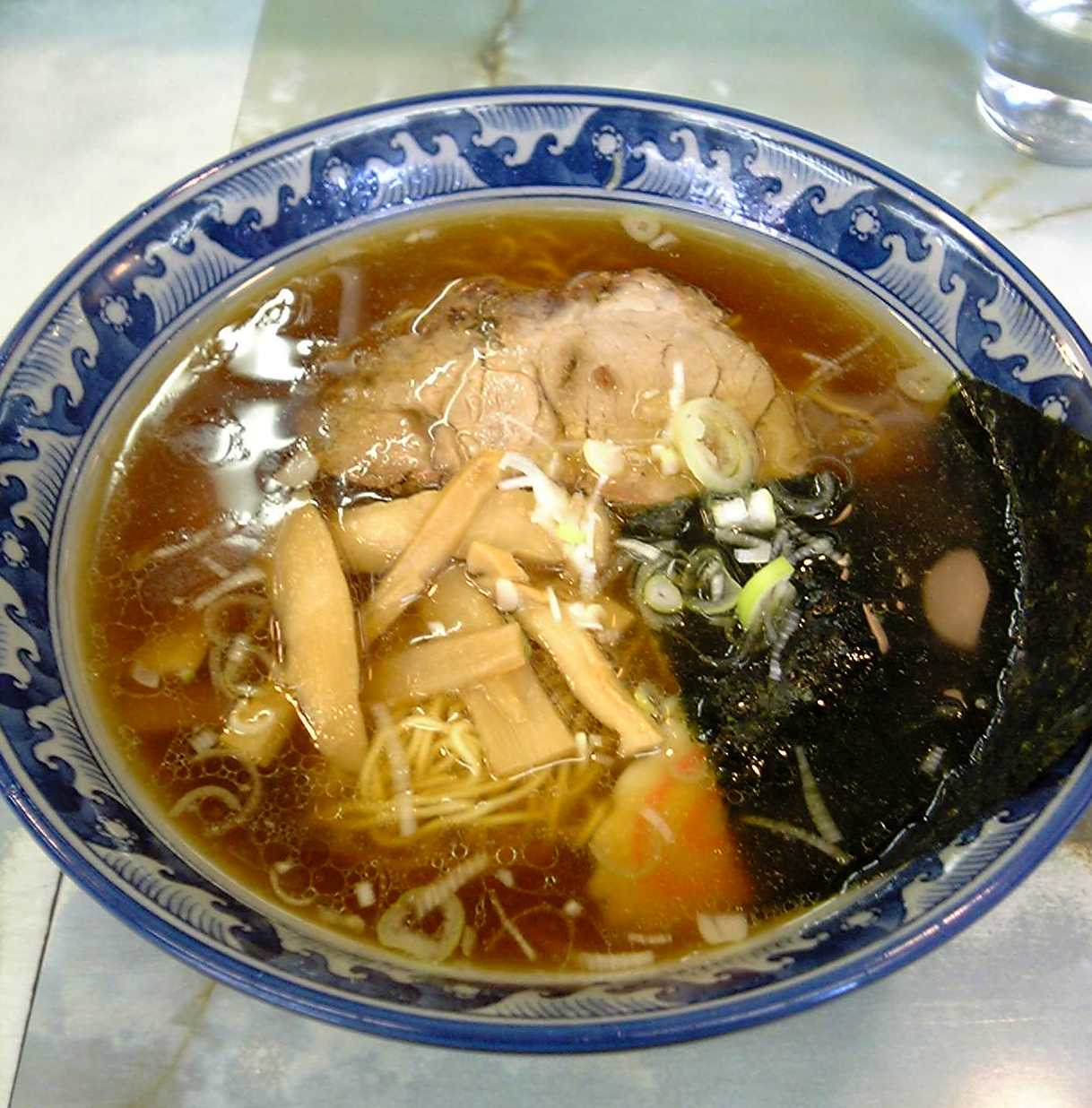
東京ラーメンの中央部に載せられたメンマ。切り口が直角になった黄土色の角柱のように見える。

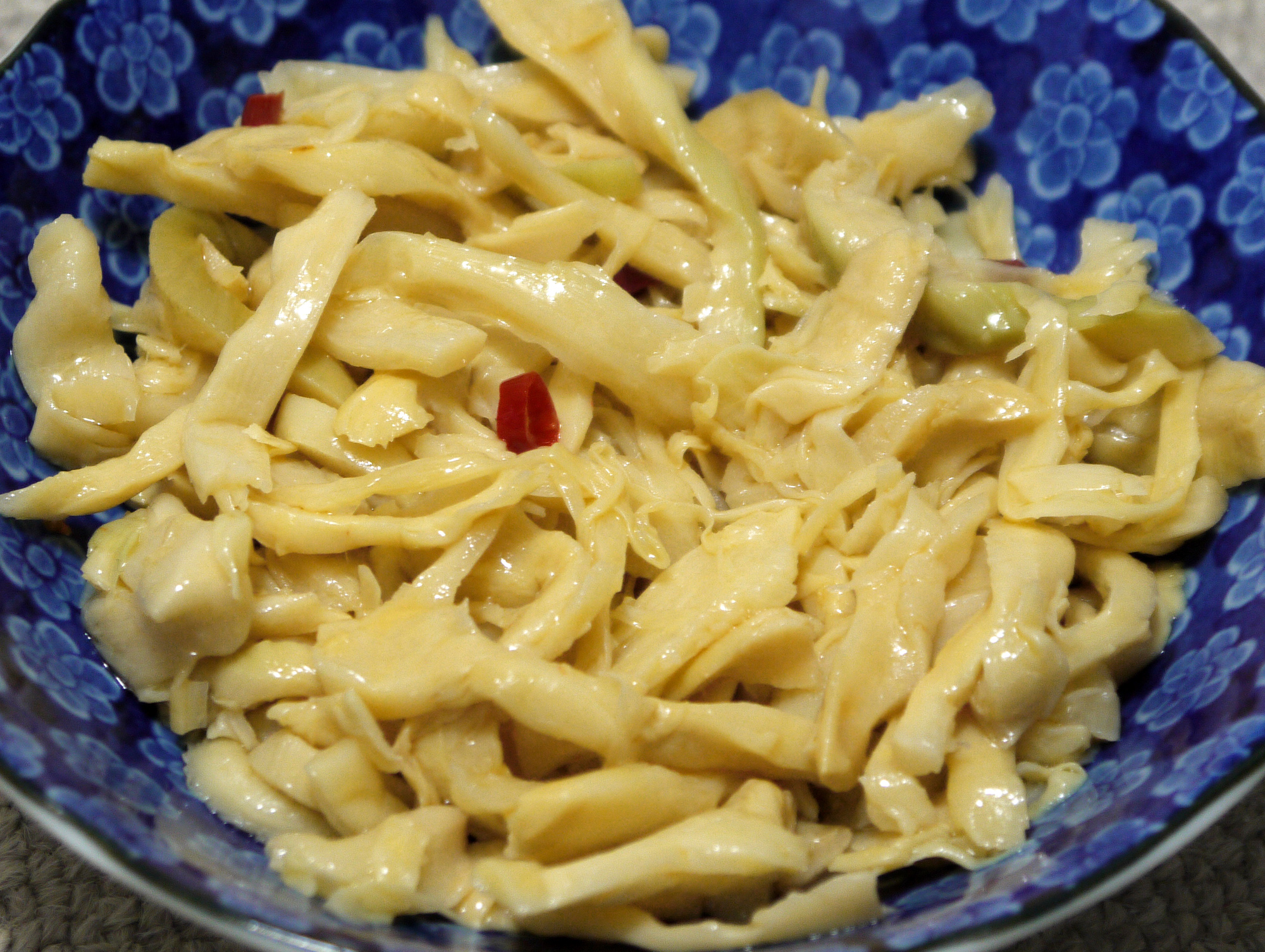
穂先メンマ

メンマは、タケノコを乳酸発酵させた加工食品。「支那竹（シナチク）」とも呼ばれる。

## 概要
メンマは元々、中国南部や台湾において、マチク（麻竹、Dendrocalamus latiflorus Munro）を発酵させ食用としていた食品である。
タケ（竹）には温帯性タケ類（単軸型）、亜熱帯性タケ類（準連軸型）、熱帯性タケ類（連軸型）があり、マチクは中国南部や台湾など亜熱帯性地方に産するタケ類である。中国南部や台湾では収穫したマチクを蒸してから、さらに塩漬けにして密閉させた状態で発酵させた後、細かく裂いて天日乾燥したものが「筍乾」として食用にされている。また、これらに味付けしてそのまま食べられるように調理した物も流通している。

## 日本の文化
日本ではラーメンの具や酒肴として用いられ、塩抜きの後に炒め煮にしたりラー油に和えたりして調味される。かつてはマチクでなければ加工不可と考えられていたこともあり、国内消費量の99％のメンマは中国や台湾などからの輸入品であったが、福岡県糸島市に端を発した研究により、日本に広く分布するモウソウチク（孟宗竹）やマダケも適切に処理することで、独特の歯ごたえのクセの少ないメンマとして加工できることがわかった。以降有志により、日本国内の放置竹林を活用し、純国産メンマの生産と竹林整備を兼ねた取り組みが始まり、2017年には京都府にて、純国産メンマサミットキックオフミーティングが催され、以降も活動は継続されている。

## 名称の由来
日本の竹とは異なる支那の竹が原料であることから、日本語では元来「支那竹」と呼ばれていた。ただし「支那」という言葉には侮蔑や差別の意味が込められているため、現在では使用するべきでは無い。
「メンマ」という名称は、台湾出身で丸松物産創業者の松村秋水が第二次世界大戦後に考案したものである。語源は「ラーメン上のマチク」で、中華民国政府の抗議を受けての命名とされる。麺料理に載せる細切りの具材を指す「麺碼児」（ミエンマール、繁体字: 麵碼兒、簡体字: 面码儿、拼音: miànmǎr）がマチクに固定化したという異説もある。
当時著名だった整髪料「メヌマポマード」に似ているとして登録商標が認められず、1968年に桃屋が商品名として採用し、テレビCMで宣伝したことによって広く普及した。現在では支那竹よりも一般的な呼称として定着している。
台湾ではメンマを筍乾、筍絲、筍茸、筍尾片などと呼ぶ。沖縄では筍絲（スンシー）と呼び、柔らかく水煮された状態のものが販売されていて、豚の三枚肉とともに炒り付けたスンシーイリチーなどとして食べられている。台湾や中国大陸には、メンマを汁かけ麺の具材として使う習慣がない。弁当の付け合せとしてよく使われている。